# سام هاردی
سام هاردی (به انگلیسی: Sam Hardy) بازیکن فوتبال زادهٔ ۲۶ اوت ۱۸۸۳ اهل کشور انگلستان بود که سابقهٔ بازی در تیم ملی فوتبال انگلستان را در کارنامهٔ خود دارد. وی در تاریخ ۱۶ فوریه ۱۹۰۷ نخستین بازی ملی خود را در مقابل تیم ملی فوتبال ایرلند انجام داد و با حضور در ۲۱ بازی ملی، در تاریخ ۱۰ آوریل ۱۹۲۰ واپسین بازی ملی‌اش را در برابر تیم ملی فوتبال اسکاتلند برگزار کرد.